# Simon Lechleitner
Simon Lechleitner (* 5. Mai 1979 in Innsbruck) ist ein österreichischer (Berg-)Läufer mit unter anderem mehreren internationalen Auftritten bei Berglauf-Welt- und Europameisterschaften. Er ist Staatsmeister Halbmarathon (2015).

## Werdegang
Simon Lechleitner kam erst relativ spät zum Laufsport – erst 2005 mit 26 Jahren lief er aus einer Wette heraus sein erstes Rennen, und das war dann gleich die Halbmarathon-Distanz. Von da an ließ ihn das Lauffieber nicht mehr los und er entdeckte sein Talent und seine Leidenschaft fürs Laufen.
Er startet seit Oktober 2007 für das Laufleistungszentrum Tirol (LLZ Tirol).
In der Folge wurde der Name Lechleitner in der Laufszene schnell zu einem bekannten Namen. Im Jahre 2009 stand er bei den Österreichischen Crosslaufmeisterschaften mit Platz drei auf dem Podium – doch dies sollte nicht sein letzter Podestplatz bleiben.
2009 startete Simon zum ersten Mal bei den Berglauf-Weltmeisterschaften (Platz 36). Bis zum Jahre 2013 konnte er dann neun Mal in Folge bei Berglauf-Welt- oder Europameisterschaften die österreichischen Farben vertreten.
Beim Vienna City Marathon belegte er im April 2015 als bester Österreicher den zwölften Rang. Im August wurde er in Velden am Wörther See Staatsmeister Halbmarathon.
Bei der Berglauf-WM 2017 in Premana (Italien) belegte er als bester Österreicher den 27. Rang.
2021 beendete er seine Wettkampfkarriere.

## Sportliche Erfolge
| Datum/Jahr    | Wettbewerb                               | Rang | Austragungsort             | Zeit     | Bemerkung                             |
| ------------- | ---------------------------------------- | ---- | -------------------------- | -------- | ------------------------------------- |
| 30. Juli 2017 | Berglauf-Weltmeisterschaften 2017        | 27   | Premana                    |          |                                       |
| 14. Sep. 2014 | Berglauf-Weltmeisterschaften 2014        | 77   | Cassette di Massa          |          | gesundheitlich angeschlagen           |
| 2014          | Österreichische Meisterschaften Berglauf | 9    | Gaal                       |          | gesundheitlich angeschlagen           |
| 2013          | Österreichische Meisterschaften Berglauf | 2    | Itter                      |          |                                       |
| 2013          | Berglauf-Europameisterschaften 2013      | 16   | Borowez                    |          |                                       |
| 2013          | Berglauf-Weltmeisterschaften 2013        | 57   | Krynica-Zdrój              |          | Verletzung am Fuß während des Rennens |
| 2012          | Österreichische Meisterschaften Berglauf | 2    | St. Margareten im Rosental |          |                                       |
| 2012          | Berglauf-Europameisterschaften 2012      | 8    | Pamukkale                  |          |                                       |
| 2012          | Berglauf-Weltmeisterschaften 2012        | 21   | Ponte di Legno             |          |                                       |
| 2011          | Österreichische Meisterschaften Berglauf | 2    | Riezlern/Kleinwalsertal    |          |                                       |
| 2011          | Berglauf-Europameisterschaften 2011      | 32   | Bursa                      |          |                                       |
| 2011          | Berglauf-Weltmeisterschaften 2011        | 15   | Tirana                     |          |                                       |
| 2010          | Österreichische Meisterschaften Berglauf | 6    | Leogang                    |          |                                       |
| 2010          | Berglauf-Europameisterschaften 2010      | 27   | Saparewa Banja             |          |                                       |
| 5. Sep. 2010  | Berglauf-Weltmeisterschaften 2010        | 41   | Kamnik                     | 01:03:19 |                                       |
| 6. Sep. 2009  | Berglauf-Weltmeisterschaften 2009        | 36   | Campodolcino               | 01:01:01 |                                       |

| Datum/Jahr | Wettbewerb                                | Rang | Austragungsort      | Zeit  | Bemerkung |
| ---------- | ----------------------------------------- | ---- | ------------------- | ----- | --------- |
| 2013       | Österreichische Meisterschaften Crosslauf | 4    | Feldkirch-Gisingen  |       |           |
| 2012       | Österreichische Meisterschaften Crosslauf | 2    | Enns                |       |           |
| 2012       | Crosslauf-Europameisterschaften           | 69   | Budapest-Szentendre | 32:34 |           |
| 2011       | Österreichische Meisterschaften Crosslauf | 6    | St. Pölten          |       |           |
| 2009       | Österreichische Meisterschaften Crosslauf | 3    | Leoben              |       |           |
| 2008       | Österreichische Meisterschaften Crosslauf | 4    | Innsbruck           |       |           |

| Datum/Jahr    | Wettbewerb           | Rang | Austragungsort | Zeit     | Bemerkung           |
| ------------- | -------------------- | ---- | -------------- | -------- | ------------------- |
| 12. Apr. 2015 | Vienna City Marathon | 12   | Wien           | 02:25:50 | bester Österreicher |
| 2014          |                      |      | Turin          | 02:25:42 |                     |

| Datum/Jahr    | Wettbewerb                                   | Rang | Austragungsort        | Zeit     | Bemerkung                                  |
| ------------- | -------------------------------------------- | ---- | --------------------- | -------- | ------------------------------------------ |
| 23. Aug. 2015 | Österreichische Meisterschaften Halbmarathon | 1    | Velden am Wörther See | 01:08:28 | Staatsmeister beim Wörthersee Halbmarathon |
| 5. Okt. 2014  | Österreichische Meisterschaften Halbmarathon | 2    | Salzburg              | 01:07:41 | hinter Valentin Pfeil                      |
| 17. März 2013 | Österreichische Meisterschaften Halbmarathon | 2    | Wels                  |          | hinter Günther Weidlinger                  |
| 27. März 2011 | Österreichische Meisterschaften Halbmarathon | 3    | Wels                  | 01:06:40 | hinter Günther Weidlinger                  |
| 13. Apr. 2008 | Österreichische Meisterschaften Halbmarathon | 6    | Linz                  |          |                                            |

| Datum/Jahr | Wettbewerb                            | Rang | Austragungsort | Zeit     | Bemerkung         |
| ---------- | ------------------------------------- | ---- | -------------- | -------- | ----------------- |
| 2013       | Österreichische Meisterschaften Halle | 5    | Wien           | 08:34,78 | 3000 m            |
| 2012       |                                       |      | Regensburg     | 15:04,89 | 5000 m            |
| 2011       | Österreichische Meisterschaften Halle | 7    | Wien           | 08:47,87 | 3000 m            |
| 2011       | Österreichische Meisterschaften       | 4    | Innsbruck      | 15:08,39 | 5000 m            |
| 2009       | Österreichische Meisterschaften Halle | –    | Wien           | 08:55,28 | 3000 m / Zeitlauf |
| 2008       | Österreichische Meisterschaften       | 8    | Kapfenberg     | 15:45,25 | 5000 m            |

(DNF – Did Not Finish)

## Persönliche Bestleistungen
- 1500 m: 4:02,02 min (2013 – Wien)
- 3000 m: 08:34,78 min (2013 – Wien)
- 5000 m: 15:04,89 min (2012 – Regensburg, GER)
- 10.000 m: 30:52,48 min (2016 – Ternitz)
- Halbmarathon: 01:06:40 h (2011 – Wels)
- Marathon: 2:25:40 h (2014 – Turin)